# Monique Gardenberg
Monique Gardenberg ou Monique Pedreira Gardenberg est une réalisatrice, metteuse en scène et productrice brésilienne née le 28 juillet 1958 à Salvador de Bahia.

## Biographie
Après des études d'économie à l'Université fédérale de Rio de Janeiro, elle participe au Mouvement étudiant et s'investit dans la culture. Elle travaille comme manager pour le musicien Milton Nascimento, puis devient l'imprésario des chanteurs Djavan et Marina Lima. Elle crée avec sa sœur Sylvia Gardenberg une agence de production de spectacles.
En 1989, elle reprend des études de cinéma à l'Université de New York. Elle revient au Brésil en pleine ère Collor, et décide de réaliser un court métrage : Diário noturno (1993), qui reçoit des prix au Festival du film de Gramado.
Cela lui permet de se lancer dans un long métrage avec une distribution internationale, Jenipapo, qui sort en 1995, avec une musique de Philip Glass. En 2003, elle adapte un livre de Chico Buarque, Benjamim, qui sort en 2004. En 2007, son film musical Ó Paí, Ó se déroule pendant le dernier jour du carnaval de Rio.
Elle est également productrice de théâtre, et a mis en scène des pièces de Robert Lepage et Neil LaBute.

## Réalisatrice
- 1995 : Jenipapo, avec Patrick Bauchau, Henry Czerny, Ana Beatriz Nogueira, Lázaro Ramos
- 2004 : Benjamim, avec Cléo Pires, Nelson Xavier, Zeca Pagodinho
- 2007 : Ó Paí, Ó, avec Wagner Moura, Dira Paes, Lázaro Ramos
- 2018 : Paraíso Perdido, avec Jaloo, Seu Jorge